# Ecseny
Ecseny es un pueblo ubicado en el distrito de Kaposvár, en el condado de Somogy, Hungría.

## Superficie
Posee una superficie de 12,92 kilómetros cuadrados.

## Demografía
Hasta 2019 la población era de 193 habitantes, con una densidad de población de 14,94 habitantes por kilómetro cuadrado.